# 丹氏蝇犬
丹氏蝇犬（学名：Pallenes denisi）为跳蛛科蝇犬属的动物。在中国大陆，分布于内蒙古等地。该物种的模式产地在内蒙古。